# Seigneurie de Bercher
?–1798
La seigneurie de Bercher est une ancienne seigneurie située dans l'actuel canton de Vaud.

## Histoire
La seigneurie de Bercher est composée des communes de Bercher, Fey, Rueyres et Saint-Cierges. La seigneurie est un franc-alleu jusqu'en 1299. À cette date, Jean de Cossonay assujettit la seigneurie à l'évêque de Lausanne.
Sous le régime bernois, elle fait partie du bailliage d'Yverdon. La seigneurie est érigée en baronnie en 1712. Elle est bordée à l'est et au sud par les bailliages de Moudon, Lausanne et Orbe-Échallens et à l'ouest et au nord par les seigneuries de Vuarrens, Pailly et Bioley-Magnoux, ainsi que par la châtellenie d'Essertines, ces quatre dernières faisant également partie du bailliage d'Yverdon.

## Démographie
En 1764, la seigneurie compte 898 habitants (218 habitants à Bercher, 259 à Fey, 155 à Rueyres et 266 à Saint-Cierges).

## Liste des seigneurs
Les seigneurs de Bercher sont les suivants :
- Famille de Cossonay[1] ;
- 1409-1420 : Jean de Chalon-Arlay ;
- 1420-1440 : Amédée VIII de Savoie ;
- 1441 : Humbert de Glérens/de Glareins (en Bresse ; cf. Thoire-Villars, et Inventaire des Archives cantonales vaudoises) ;
- début du XVIe siècle-1683 : Famille de Dortans[1] ;
- 1683-? : George de Saussure ;

### Ouvrages
- Marcel Godet, Henri Türler et Victor Attinger, Dictionnaire historique & biographique de la Suisse, vol. 2, Neuchâtel, Imprimerie Paul Attinger, 1924 (lire en ligne), p. 62
- David Martignier et Aymon de Crousaz, Dictionnaire historique, géographique et statistique de canton de Vaud, Imprimerie L. Corbaz et compagnie, 1867 (lire en ligne), p. 81-82

### Articles
- Marianne Stubenvoll, « Bercher » dans le Dictionnaire historique de la Suisse en ligne, version du 11 mai 2004.